# لیزی بردن (بازیگر پورنوگرافی)
لیزی بردن (انگلیسی: Lizzy Borden؛ زاده ۲۰ دسامبر ۱۹۷۷) بازیگر و کارگردان فیلم‌های پورنو و بازیکن کشتی حرفه‌ای اهل ایالات متحده آمریکا است.